# Beinir
Beinir er et færøsk og islandsk drengenavn, med rødder i norrønt. Navnet bruges sjældent i dag, og pr. marts 2016 er der kun 8 danskere (herunder medregnet færinge), der er navngivet Beinir.
Den historisk set bedst kendte Beinir er sandsynligvis Beinir Sigmundsson, der sammen med sin bror Brestir herskede over halvdelen af Færøerne i det 10. århundrede.

## Fodnoter
1. ↑  Hvor mange hedder... - Danmarks Statistik